# Генерализирано тревожно разстройство
Генерализираното тревожно разстройство е най-познатото състояние на тревожност. Тревожността, която се наблюдава при пациентите, е неопределена, неоснована и постоянна напрегнатост, радразнителност, треперене, тревожни мисли и притеснения за самите тях или за техните близки, страх от провали и неуспехи. Това разстройство започва от ранна възраст. Продължителността му е голяма и причинява значителни нарушения на социалното функциониране.